# William Montagu, 2. Earl of Salisbury

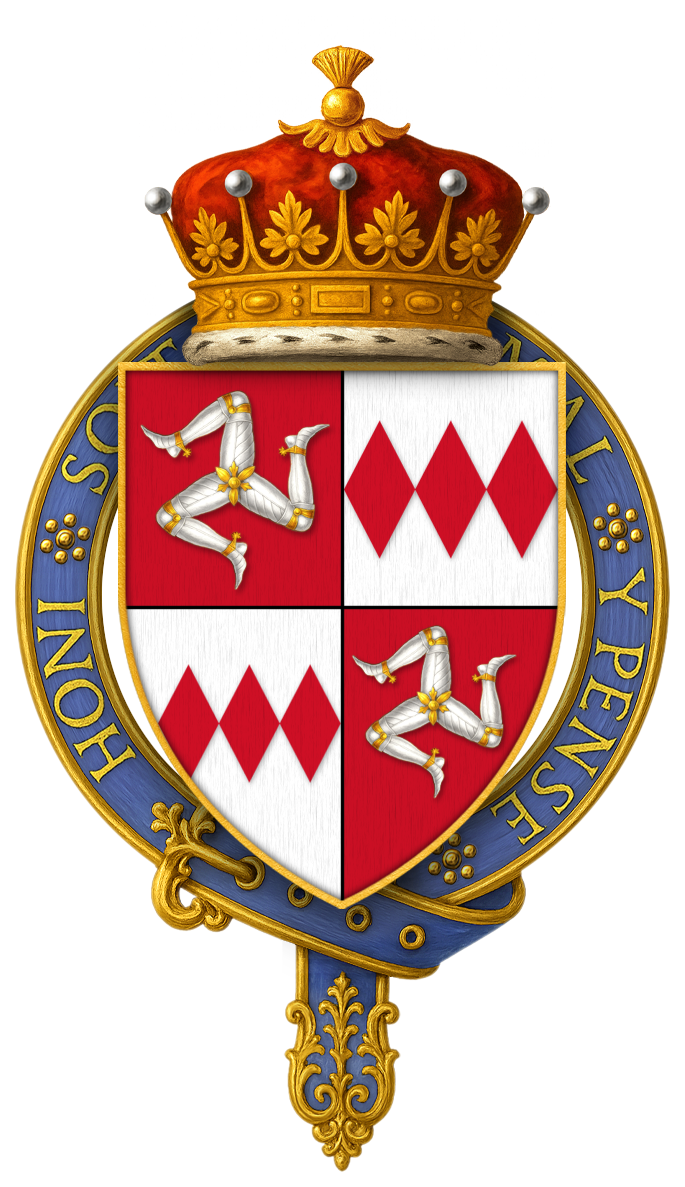
Wappen des William Montagu, 2. Earl of Salisbury als Ritter des Hosenbandordens

William Montagu, 2. Earl of Salisbury (auch William de Montacute) (* 20. Juni 1329; † 3. Juni 1397) war ein englischer Militär und Magnat.
Er war der Sohn des William Montagu, 1. Earl of Salisbury und der Catherine Grandison. Beim Tod seines Vaters erbte er 1344 dessen Titel als 2. Earl of Salisbury, 4. Baron Montagu sowie König der Isle of Man.
Im Rahmen des Hundertjährigen Krieges befand er sich im königlichen Heer, das im Juli 1346 in La Hague landete. Dort erhob König Eduard III. am 13. Juli 1346 seinen Thronfolger Edward of Woodstock zum Prince of Wales, der sodann William zum Knight Bachelor schlug. Am 23. April 1348 wurde er von Eduard II. zudem als Gründungsmitglied in den Hosenbandorden aufgenommen. Zwischen 1355 und 1360 kämpfte er erneut in Frankreich. 1361 diente er als Commissioner of the Peace in Hampshire und Somerset, 1368 in Dorset und 1380 in Wiltshire. 1365 wurde er Mitglied des Privy Council. 1367 war er als Commissioner of Array für die Musterung in Somerset verantwortlich. Spätestens ab 1372 wurde er als Kapitän in der königlichen Flotte eingesetzt und wurde 1376 „Admiral from mouth of Thames westwards“. 1378 kämpfte er in Kastilien und 1385 in Schottland.
1392 verkaufte er seine Rechte an der Isle of Man an William le Scrope, den späteren Earl of Wiltshire.

## Ehen und Nachkommen
Um 1341 heiratete er Joan of Kent, Erbtochter des Edmund of Woodstock, 1. Earl of Kent und der Margaret Wake, 3. Baroness Wake. Am 13. November 1349 wurde die Ehe von Papst Clemens VI. wegen Bigamie annulliert, da sich Joan bereits heimlich mit Sir Thomas Holand verheiratet hatte.
Später heiratete er Elizabeth de Mohun, Tochter des John de Mohun, 2. Baron Mohun und der Joan Burghersh. Mit ihr hatte er einen Sohn, William Montagu, der um 1383 Lady Elizabeth Fitzalan, Tochter des Richard FitzAlan, 11. Earl of Arundel, heiratete, aber bereits am 6. August 1383 kinderlos starb.
Da er seinen einzigen Sohn überlebte, erbte bei seinem Tod 1397 sein Neffe John Montagu, 2. Baron Montagu (1350–1400) seine Adelstitel.